# Aqqalukasik Kanuthsen
Hans Kristian „Aqqalukasik“ Kanuthsen (* 12. Juni 1953 in Qaqortoq; † 23. Juni 2022) war ein grönländischer Politiker (Inuit Ataqatigiit).

## Leben
Aqqalukasik Kanuthsen war der Sohn des Mechanikers Hans Kanuthsen und seiner Frau Dorthea Isaksen († 1967). Am 25. September 1992 heiratete er die Arzthelferin Charlotte Heilmann (* 1963).
Nach seiner Ausbildung in Ringsted arbeitete er von 1973 bis 1981 als Technischer Assistent in Dänemark. 1981 wurde er Schafzuchtskonsulent in Upernaviarsuk.
Aqqalukasik Kanuthsen kandidierte als Erster Stellvertreter für Hjalmar Dahl bei der Parlamentswahl 1983 und 1984. Er war von 1986 bis 1987 und ab 1988 Vorsitzender der IA in Qaqortoq. Bei der Wahl 1987 kandidierte er erstmals selbst, sowie auch als Erster Stellvertreter für Josef Motzfeldt. Als Josef Motzfeldt 1988 das Parlament verlassen musste, nahm Aqqalukasik Kanuthsen seinen Sitz im Inatsisartut ein und blieb bis zum Ende der Legislaturperiode 1991 im Parlament. Bei der Parlamentswahl 1991 kandidierte er ebenfalls, wurde aber nicht gewählt. Ab 1993 saß er im Rat der Gemeinde Qaqortoq. Bei einer weiteren Kandidatur bei der Parlamentswahl 1995 verpasste er einen Sitz ebenso wie 1999. Bei der Wahl 2002 konnte er den ersten Nachrückerplatz für Inuit Ataqatigiit erreichen und saß von dort aus im Parlament, während die Inuit Ataqatigiit Teil der Regierung war. Bei der Wahl 2005 konnte er seinen Platz nicht verteidigen und schied aus dem Inatsisartut aus. 2008 schied er auch aus dem Gemeinderat aus und trat fortan nicht mehr bei Wahlen an.
Er starb im Juni 2022 kurz nach seinem 69. Geburtstag.